# Pierre Schrumpf-Pierron
Pierre Schrumpf-Pierron, auch Peter Schrumpf-Pierron, eigentlich Pierre/Peter Schrumpf (* 9. Juni 1882 in Neuweiler/Neuviller-la-Roche, damals Kreis Molsheim, Reichsland Elsaß-Lothringen; † 3. Oktober 1952 in La Celle-Saint-Cloud) war ein elsässischer Kardiologe und zeitweise deutscher Abwehr-Agent.

## Leben

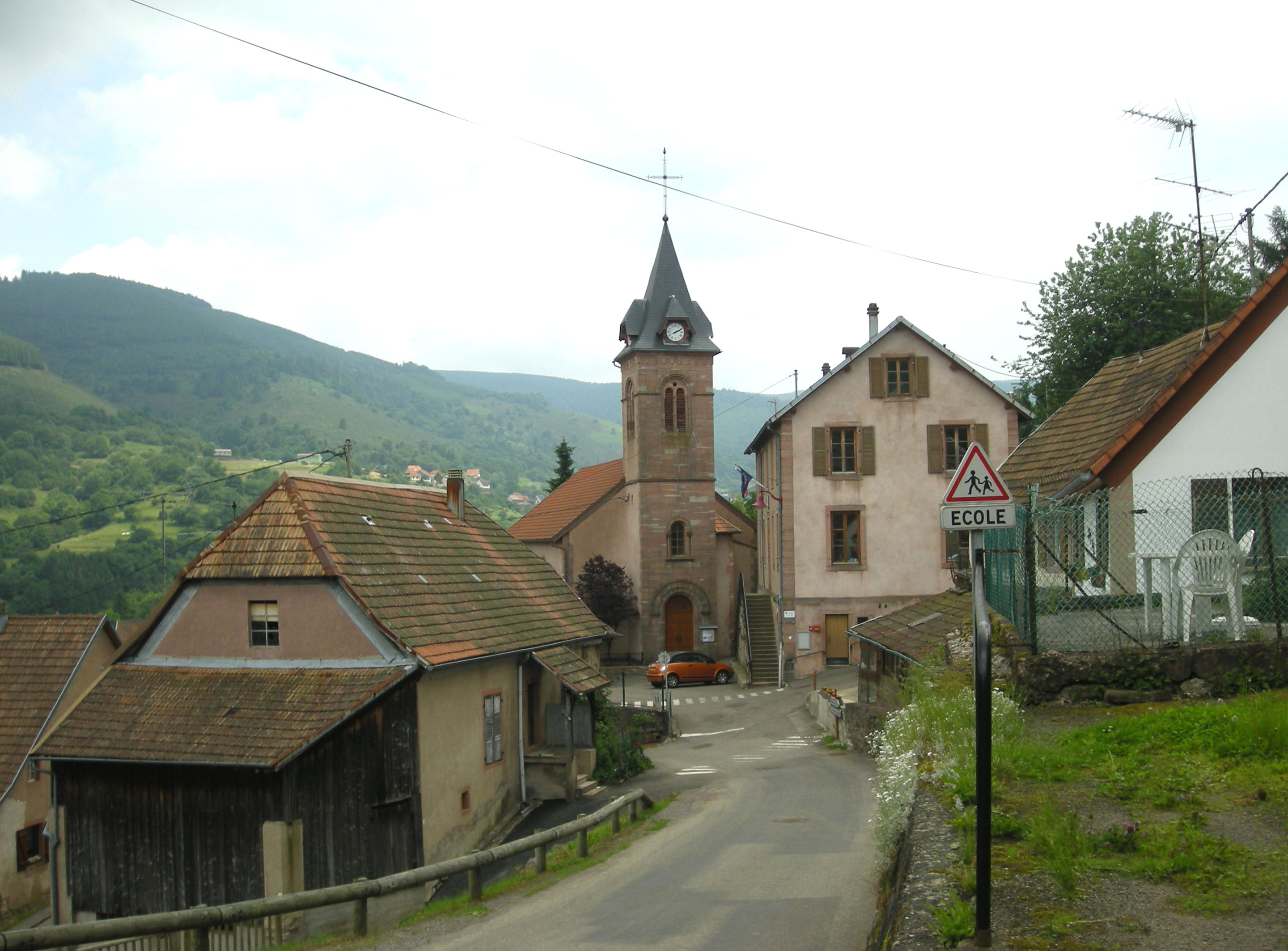
Kirche in Neuviller

Pierre Schrumpf stammte aus einer alten elsässischen evangelischen Theologen-Familie, der auch der nassauische Hofbaumeister Friedrich Ludwig Schrumpf entstammte. Sein Vater, Karl August (Charles Auguste) Christian Schrumpf (1854–1927), wurde als Sohn eines Missionars-Ehepaares auf der Missionsstation Bethesda in Basutoland geboren. Nach der Rückkehr der Familie wurde er Pfarrer in Neuweiler und später in Mülhausen. Seine Mutter Luise Emma (* 1859), geb. Pierron, war die Tochter eines Notars. Sie starb offenbar schon Anfang der 1890er Jahre.
Er besuchte das Gymnasium in Marburg an der Lahn und legte hier zu Ostern 1900 das Abitur ab. Anschließend studierte er Medizin an den Universitäten Freiburg, Straßburg und Berlin. Am 24. Dezember 1904 erhielt er sein Approbation als Arzt, und im Frühjahr 1905 wurde er in Straßburg zum Dr. med. promoviert. Referent seiner Dissertation war Heinrich Jacob von Recklinghausen. Für seine Facharztausbildung in Kardiologie ging Schrumpf nach Berlin, Basel und Genf. Im Ersten Weltkrieg diente er im 5. Badischen Infanterie-Regiment Nr. 113 in Freiburg im Breisgau sowie im 2. Rheinischen Husaren-Regiment Nr. 9 in Straßburg. Gegen Kriegsende war er wieder in Berlin und tat hier Dienst bei Alfred Goldscheider in der III. medizinischen Klinik. Hier entstand sein Werk Klinische Herzdiagnostik.

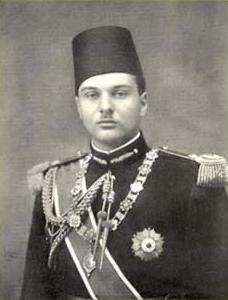
König Faruq von Ägypten

Das Vorwort dazu unterschrieb er schon in St. Moritz, wo er zu einem gefragten Arzt wurde; in dieser Zeit erweiterte er seinen Familiennamen um den Geburtsnamen seiner Mutter und nannte sich nun Schrumpf-Pierron. In den 1920er Jahren praktizierte und lehrte er auch an der Universität von Paris, bis er 1925 durch Vermittlung von Henri Vaquez zum Professor an der neugegründeten medizinischen Fakultät der Universität Kairo berufen wurde. 1927 erschien seine Zusammenstellung klinischer Daten zur physiologischen Wirkung von Tabak. 1931 legte er eine Untersuchung über die geringere Zahl an Krebserkrankungen in Ägypten vor, die er auf einen höheren Magnesium-Anteil im Boden und in der Ernährung zurückführte. Er bewunderte den Islam, ohne formell zu konvertieren, und integrierte sich weitgehend in die ägyptische Gesellschaft. El Hakim (der Arzt) Schrumpf-Pierron wurde nach Vaquez' Tod 1936 sein Nachfolger als Leibarzt von König Faruq und der königlichen Familie. So lernte er auch Mohammed Amin al-Husseini kennen, den Großmufti von Jerusalem, dessen Freund und Berater er wurde.
Zu einem unbekannten Zeitpunkt wurde Schrumpf deutscher Agent und war zugleich in engem Kontakt mit Vertretern des Vichy-Regimes im Vorderen Orient wie dem General Henri Fernand Dentz. Im Frühjahr 1941 verließ er Kairo, ging zunächst nach Beirut und dann nach Syrien und schließlich nach Ankara, wo er mit dem Abwehroffizier Georg Alexander Hansen zusammentraf. Dies stand im Zusammenhang mit dem Sonderauftrag Rudolf Rahns (alias Renouard) in Syrien und im Irak, die im April durch einen Militärputsch an die Macht gekommene nationalirakische Führungsclique um den Ministerpräsidenten Raschid Ali al-Gailani für die deutschen Kriegsziele einzuspannen und auf der Basis der „Pariser Protokolle“ zu handeln. Diese Pläne wurden durch das schnelle Eingreifen der Briten im Syrisch-Libanesischen Feldzug zerstört, der das Ende der Vichy-Präsenz im Libanon und in Syrien mit sich brachte. Am 21. Juni 1941 wurde Damaskus von Briten und Freifranzosen besetzt.

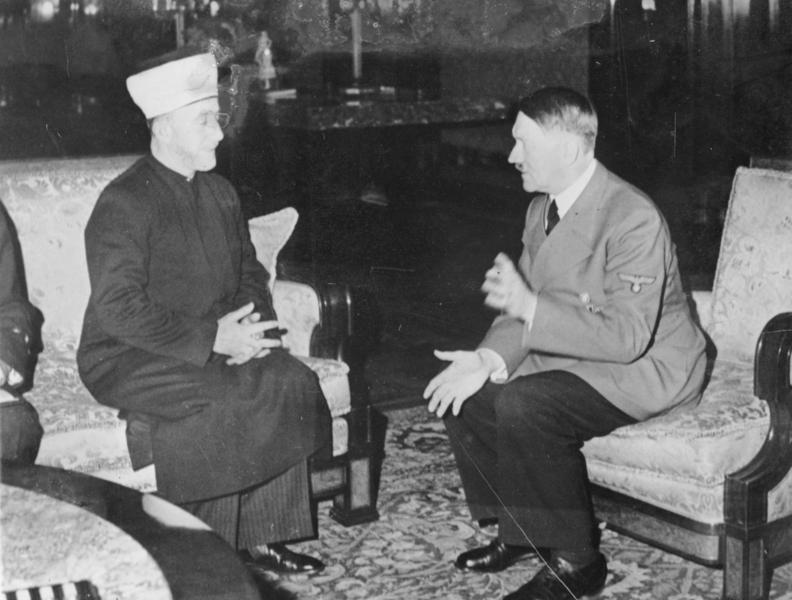
Mohammed Amin al-Husseini bei Adolf Hitler, Dezember 1941

In Istanbul traf Schrumpf mit dem deutschen Konsul Alfred de Chapeaurouge zusammen. Wenig später erfolgte seine offizielle Übernahme in die deutsche Wehrmacht als Oberkriegsarzt. Er wurde der Orientabteilung der Abwehr unter Werner Otto von Hentig zugeteilt. Im Sommer 1941 kam er über Sofia nach Berlin, wo er am 8. August 1941 eintraf. Er wurde nominell Chefarzt im Krankenhaus Zehlendorf, aber seine Hauptaufgabe blieb die Begleitung von Mohammed Amin al-Husseini, der ebenfalls nach Deutschland gekommen war.
Im April 1942 reiste Schrumpf in den bulgarischen Kurort Bankja und nach Sofia. Dabei führte er auch Erkundigungen durch, die im Zusammenhang mit der geplanten Aufstellung muslimischer Verbände auf dem Balkan standen, aus denen 1943 die 13. Waffen-Gebirgs-Division der SS „Handschar“ (kroatische Nr. 1) entstand. Im Dezember 1942 war er wiederum in Sofia und traf hier mit Otto Wagner alias Dr. Delius, dem Stationschef der Abwehr zusammen.
1943 fand Schrumpf-Pierron eine medizinische Anstellung in der angesehenen Privatklinik des Chirurgen Hans Töpfer am Friedrich-Wilhelm-Platz (Berlin). Nach der Verlegung des Mufti nach Oybin verließ Schrumpf-Pierron mit Frau und Tochter Berlin. 
Im März 1944 kam er nach Mülhausen, um hier eine Chefarzt-Stelle am Krankenhaus am Hasenrain anzutreten. Beim Nahen der Front wich er nach Sierentz aus, wo er am 20. November 1944 erstmals festgenommen und befragt wurde. Es ist anzunehmen, dass er in die Schweiz flüchten wollte. Zunächst wieder freigelassen, wurde er am 8. März 1945 in Colmar erneut festgenommen und im August 1945 nach Mülhausen überstellt. Die Anklage vor dem Gerichtshof des Départements Haut-Rhin bezeichnete ihn als Abenteurer großen Stils und Mensch ohne Gewissen und Skrupel (aventurier de grande classe, homme sans conscience ni scrupile) und als für die Bildung der bosnischen Legion Verantwortlichen. Das Urteil lautete auf lebenslange Haft (réclusion perpétuelle). Gleichzeitig wurde er aus der französischen Ärzteschaft ausgeschlossen. Ein Berufungsantrag wurde am 18. Oktober 1946 vom Appellationsgericht in Colmar zurückgewiesen. Ein Gnadengesuch seiner Frau blieb erfolglos.
Schrumpf-Pierron wurde in das Gefängnis von Celle-Saint-Cloud eingeliefert, wo er 1952 verstarb.
Schrumpf-Pierron war dreimal verheiratet: Zunächst ab 1908 mit Elisabeth v. Dewall (* 1879; † 1970), wobei die Ehe nach einigen Jahren geschieden wurde, dann ab 1916 mit Cornelia (Nelly) von Schmoller (* 30. September 1879 in Straßburg; † 12. Dezember 1932 in Kairo), einer Tochter von Gustav (von) Schmoller und Tante des Diplomaten Gustav von Schmoller, die in erster Ehe mit Ernst Sandau verheiratet gewesen war. Sein Sohn Max (aus der ersten Ehe) wurde 1912, die Tochter Marion 1921 geboren. Nach dem Tod seiner zweiten Frau 1932 in Kairo heiratete Schrumpf 1937 die aus einer armenisch-ägyptischen Familie stammende Josephine Jacob Kasparian. Dieser Ehe entstammt die 1943 geborene Tochter Laila Marie-Madeleine.

## Auszeichnungen
- Orden vom Zähringer Löwen
- Kriegsverdienstkreuz mit Schwertern
- St. Alexander-Orden

## Werke
- Über die als Protozoen beschriebenen Zelleinschlüsse bei Variola. Berlin: G. Reimer, 1905 / Straßburg, Univ., Med. Diss. vom 8. März 1905
- Klinische Herzdiagnostik. Berlin: Springer 1919 (Digitalisat)

Französische Ausgabe: Diagnostic cardiologique. Préface de M. le professeur H. Vaquez. Paris: J.-B. Baillière et fils 1921
- Herzkrankheiten. Ein kurzes Lehrbuch für Studierende und Ärzte. Leipzig: Thieme 1922
- Manuel de cardiologie pratique. Paris: N. Maloine 1925
- Tobacco and physical efficiency. A Digest of Clinical Data. New York: Hoeber 1927 (Digitalisat bei Hathi Trust)
- Thérapeutique cardiovasculaire. Paris: J. Peyronnet 1935